# Françoise Frontisi-Ducroux
Françoise Frontisi-Ducroux (10 de febrero de 1937) es una helenista francesa, subdirectora de laboratorio en el Collège de France. Cercana en el trabajo a Jean-Pierre Vernant, es miembro hoy del centro Louis Gernet (de la Escuela de Altos Estudios en Ciencias Sociales). 

## Trayectoria
Su obra más conocida es Dédalo, que analiza esa figura como modelo de la artesanía en la Grecia antigua. Era la reelaboración de su tesis superior defendida en la Sorbona en 1972. El jurado estuvo constituido por Marcel Detienne, Jean-Pierre Vernant y Ernest Will, Hoy es un clásico de los estudios mitológicos, y efectivamente Frontisi-Ducroux se ha dedicado a descifrar aspectos míticos antiguos para comprender la sociedad ateniense antigua. 
Su investigación académica culminó con una tesis de Estado: Prosopon. Valeurs grecques du masque et du visage, de 1987, que fue leída en París, en la EHESS. El jurado estuvo formado por los maestros del helenismo francés: Marcel Detienne, Louis Marin, Claude Mossé, Jean-Pierre Vernant y François Villard. 
Este trabajo dio lugar a tres libros fundamentales en su trayectoria: Le Dieu-Masque (1991), Du masque au visage (1995) y su escrito "L'oeil et le miroir" incluido Dans l'oeil du miroir, que firmó con Jean-Pierre Vernant en 1997.
En su reciente Ouvrages de dames. Ariane, Hélène, Pénélope..., vuelve a leer mitos fundamentales del mundo femenino griego, relacionados con el arte de tejer; arte que es un modo de hacer muy frecuentado por las mujeres, pero que asimismo conlleva un juego de tensiones entre los dos sexos, que la autora persigue con distintas figuras: Ariadna, Helena, Penélope, Filomeles, Prochné, Arachné, etc. Ha logrado con esa obra el premio François Millepierres, 2010, de la Académie Française.

## Obra
- Dédale. Mythologie de l'artisan en Grèce ancienne, Maspero, 1975 (nueva ed. con posfacio: La Découverte, 2000).
- La Cithare d'Achille, Ateneo, 1986.
- Le Dieu-masque, une figure du Dionysos d'Athènes, La Découverte-École Française de Rome, 1991.
- Du Masque au visage. Aspects de l'identité en Grèce ancienne, Flammarion, 1995.
- Dans l'œil du miroir, Odile Jacob, 1997 (con Jean-Pierre Vernant).
- Les Mystères du gynécée, Gallimard, 1998 (con Paul Veyne y François Lissarague). Tr.: Los misterios del gineceo, Akal, 2003.
- L'ABCdaire de la mythologie grecque et romaine, Flammarion, 1999.
- L'Homme-cerf et la femme-araignée, Gallimard, 2003. Tr.: El hombre ciervo y la mujer araña, Abada, 2006.
- Ouvrages de dames. Ariane, Hélène, Pénélope, Seuil, 2009.